# Evil Wings
Gli Evil Wings sono un gruppo musicale italiano hard rock e progressive metal fondato nel 1989 a Lecco dal chitarrista, cantante e compositore Franco Giaffreda.

## Storia
Dopo  la registrazione di due demo, ottengono un contratto discografico con la neonata etichetta Underground Symphony.
Nel 1994 esce il primo omonimo CD Evil Wings, recensito dalle riviste specializzate dell'epoca (Metal Shock, Flash, Metal Hammer). Dopo aver partecipato a vari festival tra cui il Metal Shock On Stage a Bologna, registrano il secondo CD Brightleaf, che marca maggiormente i connotati più progressive e teatrali del genere.
Nel 1999 incidono Colors of the New World per l'etichetta Adrenaline Records e contemporaneamente registrano la cover di A Fortune in Lies per Voices: A Tribute to Dream Theater e l'anno seguente, la cover di Killer Queen per The Attack of the Dragons: A Tribute to Queen.
Il quarto album Kite, uscito nel 2001, spinge la band su territori più metal-progressive ma dopo una serie di concerti, il gruppo decide di concludere la propria attività con Shine in the Neverending Space (Comet Records/Akarma 2003), doppio CD/DVD Live che chiude la prima parte della storia del gruppo.

## Gli anni delle collaborazioni (2003-11)

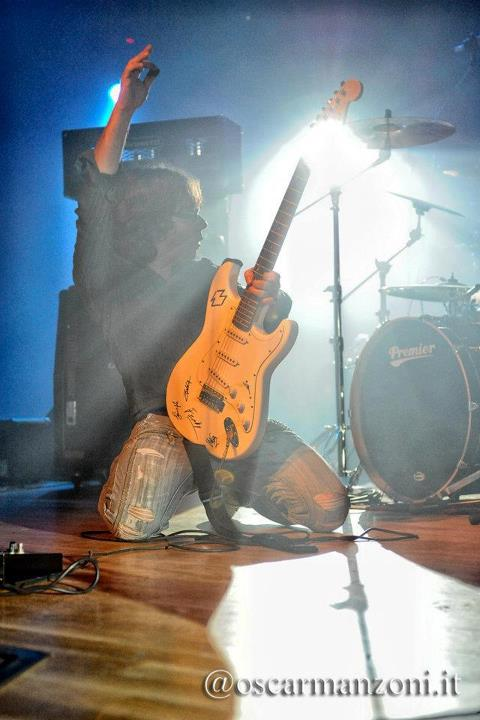
Franco Giaffreda

Nel 2000 Giaffreda, Rivolta e Ierace decidono di collaborare con il cantautore rock Massimo Priviero per diversi concerti ed alcune apparizioni televisive (tra cui Help di Red Ronnie) e registrano un paio di brani per il nuovo album, tra cui San Valentino, usciti poi su Poetika(Duck Records 2000) e nel 2004 registrano a nome di Franco Giaffreda Angeli nel vento (Afre Music 2004), un concept album che tratta il mondo dell'infanzia e il cui ricavato verrà donato in beneficenza ad associazioni umanitarie.
Giaffreda e Rivolta, nel 2005, fondano il gruppo hard rock Supernova e ad uno dei concerti della band vengono notati da Nic Potter, bassista dei Van Der Graaf Generator che li invita a partecipare ad alcuni suoi concerti fra cui un importante evento a Guastalla, insieme a David Jackson, Tony Pagliuca e Gigi Cavalli Cocchi, concerto poi uscito con il nome di Nic Potter e Friends: Live in Italy (Zomart 2006).
L'anno seguente Giaffreda viene prima chiamato da Claudio Dentes (produttore di Elio e le Storie Tese) a registrare due album del cantautore Fabio Concato, Azzurro e Concato e Oltre il giardino insieme a Tullio De Piscopo, Flavio Premoli, Antonella Ruggiero, Lucio Fabbri ed altri artisti e, l'anno seguente, accetta di partecipare alla reunion del Biglietto per l'inferno, gruppo di progressive degli anni 70, questa volta in versione folk. Con loro registra Tra l'assurdo e la ragione (AMS Records 2009) arrangiando Una strana regina ed andando in tour nei 4 anni successivi. Di questi concerti è da ricordare la partecipazione al secondo Prog Exhibiton Festival  a Roma nel 2011 (Immaginifica/Edel 2012), insieme a Martin Barre, chitarrista dei Jethro Tull. Uscito dai Biglietto per l'inferno nel 2013, Giaffreda accetta di rappresentare, in veste di cantante/flautista, Peter Gabriel,  nella tribute band milanese Get'em Out, esibendosi spesso al Blue Note, con maschere e costumi del periodo 1970/1975.

## Reunion
Gli Evil Wings si riformano nel 2011 registrando un nuovo album hard rock progressive intitolato Kaleidoscope (Fuel Records/Self), facendo ritornare il nome della band nel circuito musicale con una serie di concerti ed un'apparizione a Rock TV con In the Dream.
Dal 2015 la band si ferma. Dal 2022  il tastierista Joseph Ierace entra nei BardoMagno mentre dal 2019 al 2023 Giaffreda pubblica tre album da solista: Gli strani giorni di NoiNessuno (2019), Apologia di un destino comune (2021) e il live Free Space Orchestra (2023).
In occasione dei trent'anni dal primo album, gli Evil Wings si riformano nel marzo del 2024 pubblicando il video del nuovo brano Time has Wings e pochi mesi dopo Fake it Truly.
Le due canzoni usciranno poi nel settembre del 2024, su CD in edizione limitata, nella raccolta "Time has Wings" insieme a brani inediti e live del passato della band.

## Formazione

### Ultima Formazione
- Franco Giaffreda - chitarra e voce (Dal 1989)
- Walter Rivolta - batteria (Dal 1993)
- Joseph Ierace - tastiere (Dal 1998)
- Riky Zanardo - basso (Dal 2000)

### Ex componenti
- Giovanni Bellosi - basso (1989-1999)
- Sandro Corti - batteria (1989-1993)
- Carlo Guidotti - tastiere (1991-1993)
- Rick Ostidich - tastiere (1993-1998 e dal 2024)

## Discografia

### Album in studio
- 1994 - Evil Wings
- 1996 - Brightleaf
- 1999 - Colors of the New World
- 2001 - Kite
- 2011 - Kaleidoscope
- 2024 - Time has Wings

### Album dal vivo
- 2003 - Shine in the Neverending Space

### Partecipazioni a compilation
- 1994 - Underground Sympony
- 1999 - Voices: A Tribute to Dream Theater
- 2000 - The Attack of the Dragons: A Tribute to Queen

### Demo
- 1989 - Shadeless Mountain
- 1992 - Behind the Sky

### Altre Collaborazioni
- Massimo Priviero : Poetika 2000
- Franco Giaffreda: Angeli nel Vento 2004
- Supernova: Supernova (demo 2005)
- Nic Potter e Friends : Live in Italy 2006
- Fabio Concato: Azzurro e Concato 2007
- Oltre il Giardino 2007
- Biglietto per l'Inferno.Folk : Tra l'assurdo e la ragione 2009
- Prog Exhibition II: Festival della musica Immaginifica 2012
- Marta: Rebel Baby 2010 -->
- Alphataurus: 2084 Viaggio nel nulla

## Videografia
- 2003 - Shine in the Neverending Space (DVD)